# Парадокс Кловерфілда
«Парадокс Кловерфілда» (англ. The Cloverfield Paradox) — американський науково-фантастичний фільм жахів, знятий Джуліусом Она. Він є непрямим продовженням фільму «Вулиця Монстро, 10» (2016) і третім фільмом у серії «Монстро». Фільм розповідає про групу астронавтів, які прибувають на орбітальну станцію, де роблять «шокуюче відкриття».
Український прокатник стрічки B&H планував прем'єру стрічки в Україні на квітень 2018 року. У лютому 2018 року стало відомо, що Netflix викупила всі права на стрічку через що кінопрокат на усіх територіях (включно з Україною) було скасовано.

## У ролях
| Актор           | Роль                                        |
| --------------- | ------------------------------------------- |
| Гугу Мбата-Роу  | Ава Гамільтон офіцер зв'язку                |
| Девід Оєлово    | Джейсон Кіль американський командир станції |
| Даніель Брюль   | Ернст Шмідт німецький фізик                 |
| Аксель Генні    | Саша Волков російський інженер              |
| Джон Ортіс      | Акоста бразильський лікар                   |
| Кріс О'Дауд     | Гордон Манді ірландський інженер            |
| Елізабет Дебікі | Міна Дженсен австралійська інженерка        |
| Чжан Цзиї       | Лінг Там китайська інженерка                |
| Донал Лоуг      | Марк Стемблер конспіролог                   |
| Роджер Девіс    | Майкл Гамільтон чоловік Ави                 |
| Саймон Пегг     | голос на радіо                              |

## Виробництво
Зйомки фільму почались 10 червня 2016 року.